# 木奎拉乡
木奎拉乡，是中华人民共和国新疆维吾尔自治区和田地區皮山县下辖的一个乡镇级行政单位。

## 行政区划
木奎拉乡下辖以下地区：
纳古特村、托万买里村、阔纳巴扎村、木乃克买里村、古勒巴格村、霍伊拉买里村、喀哈夏勒村、达里格村、兰干村、吐孜鲁克村、塔什坎特村、艾提喀尔村、喀萨买里村、阔向买里村、英吾斯塘博依村、库木艾日克村、康达库勒村和麻扎墩村。